# Gucci Gang
Gucci Gang ist ein Lied des US-amerikanischen Rappers Lil Pump aus dem Jahre 2017.

## Entstehung und Veröffentlichung
Geschrieben wurde das Lied vom Interpreten Gazzy Garcia (Lil Pump) selbst, zusammen mit den Koautoren Tha Lights Global, Brenden Murray (Bighead) und Gerrell Nealy. Mit Ausnahme von Lil Pump zeichneten alle Autoren auch für die Produktion verantwortlich.
Die Erstveröffentlichung von Gucci Gang erfolgte als Single am 31. August 2017 bei Warner Bros. Records. Diese erschien als digitaler Einzeltrack zum Download und Streaming. Am 6. Oktober 2017 erschien das Lied als Teil von Lil Pumps selbstbetitelten Debütalbum, dessen fünfte Singleauskopplung es ist.

## Inhalt und Stil
Gucci Gang ist ein Trap-Song. Der Beat ist dem Genre entsprechend geprägt von 808-Bass Drums, Hi-Hats, Snares und Claps, wobei er an einigen Stellen für jeweils etwa eine Sekunde aussetzt, um einen Acapella-Effekt zu erzeugen. Eine verspielte Klaviermelodie und ein sanfter Synthesizer dominieren dabei das Instrumental; in der einzigen Strophe spielen sie zeitweise tiefer und langsamer. Das Lied wird mit einem Fadeout beendet.
Im Text stellt Lil Pump stolz seinen verschwenderischen Lebensstil zur Schau. Er rappt unter anderem darüber, wie er sich und einer Affäre, deren Namen er nicht behalten hat, teure Halsketten, Balmains, Lean, Privatjets und Medizin kauft. Dabei kontrastiert er auf schadenfrohe Weise seinen eigenen materiellen Besitz mit den ärmlichen Verhältnissen des Zuhörers. Im Refrain wird der Titel des Liedes, eine Anspielung an das Modelabel Gucci, auffällig häufig wiederholt.

## Musikvideo
Das Musikvideo zu Gucci Gang spielt sich im Umkreis einer typischen US-amerikanischen High School ab und besteht aus mehreren wiederkehrenden Szenenfragmenten. Lil Pump erreicht zu Beginn des Clips in einem hochpreisigen Auto, aus welchem er, eine Brille tragend und einen Pappbecher in der Hand haltend, aussteigt, den Parkplatz vor dem Gebäude, auf welchem er über das Video verteilt spaziert. Er ist außerdem im Korridor der Schule zu sehen, während er große, mit Marihuana gefüllte Beutel trägt. Oft wird er in dieser Location auch von einem Tiger begleitet, hat in Szenen mit diesem aber keine sichtbaren Drogen bei sich. Auf einem Campus, an dem mehrere Personen Mahlzeiten einnehmen, werden Becher ausgeteilt und eine lilafarbene Flüssigkeit ausgeschenkt; in diesem Setting bricht im Laufe der Videos eine Essensschlacht aus. Auch Lil Pump ist hierbei anwesend, raucht und isst Süßigkeiten. Der Rapper wird außerdem mehrfach mit visuellen Effekten versehen vor einem dunklen Hintergrund gezeigt, während die Szenerie in lila Licht getaucht ist.

## Rezensionen
Gucci Gang polarisierte sehr stark und zog sowohl harsche Kritik als auch großes Lob nach sich. Dabei wurden zumeist dieselben Elemente unterschiedlich aufgefasst: so hoben diverse Medien in ihren Kritiken die lyrische und musikalische Einfachheit des Liedes sowohl positiv als auch negativ hervor. Die oberflächlichen und nicht tiefgründigen Themen des Songs wurden ähnlich konträr aufgefasst und einerseits als spaßig, andererseits als bezeichnend für eine falsche Entwicklung der Gesellschaft empfunden.

## Kommerzieller Erfolg

### Chartplatzierungen
Gucci Gang avancierte zum Top-10-Hit in den Vereinigten Staaten (Rang 3) und Portugal (Rang 10).
| ChartsChartplatzierungen       | Höchstplatzierung | Wochen |
| ------------------------------ | ----------------- | ------ |
| Deutschland (GfK)              | 35 (14 Wo.)       | 14     |
| Österreich (Ö3)                | 30 (10 Wo.)       | 10     |
| Schweiz (IFPI)                 | 25 (17 Wo.)       | 17     |
| Vereinigte Staaten (Billboard) | 3 (24 Wo.)        | 24     |
| Vereinigtes Königreich (OCC)   | 27 (15 Wo.)       | 15     |

| ChartsJahrescharts (2018)      | Platzierung |
| ------------------------------ | ----------- |
| Vereinigte Staaten (Billboard) | 44          |

### Auszeichnungen für Musikverkäufe
| Land/Region                  | Auszeichnungen für Musikverkäufe (Land/Region, Auszeichnung, Verkäufe) | Verkäufe  |
| ---------------------------- | ---------------------------------------------------------------------- | --------- |
| Australien (ARIA)            | 2× Platin                                                              | 140.000   |
| Belgien (BRMA)               | Gold                                                                   | 15.000    |
| Dänemark (IFPI)              | Gold                                                                   | 45.000    |
| Deutschland (BVMI)           | Gold                                                                   | 200.000   |
| Frankreich (SNEP)            | Platin                                                                 | 133.333   |
| Italien (FIMI)               | Platin                                                                 | 50.000    |
| Kanada (MC)                  | 2× Platin                                                              | 160.000   |
| Neuseeland (RMNZ)            | Platin                                                                 | 30.000    |
| Polen (ZPAV)                 | Gold                                                                   | 25.000    |
| Portugal (AFP)               | Platin                                                                 | 10.000    |
| Schweiz (IFPI)               | Gold                                                                   | 10.000    |
| Vereinigte Staaten (RIAA)    | 5× Platin                                                              | 5.000.000 |
| Vereinigtes Königreich (BPI) | Gold                                                                   | 400.000   |
| Insgesamt                    | 6× Gold · 13× Platin ·                                                 | 6.318.333 |